# Belsito
Belsito är en ort och kommun i provinsen Cosenza i regionen Kalabrien i Italien. Kommunen hade 925 invånare (2017).